# TVM (wielerploeg)
TVM was een Nederlandse wielerploeg die in 1986 onder de naam TransVeMij werd opgericht en die veertien jaar later, in 2000, werd opgeheven als Farm Frites. 
De verzekeringsfirma TVM, tot 1988 TransVeMij geheten, sponsorde jarenlang een amateurploeg vooraleer in 1986 de professionele wielerploeg TVM op te zetten. TVM was de afkorting van de naam van hoofdsponsor Transport Verzekerings Maatschappij. 

## Historiek
Behalve de Nederlandse ploegleiding deden er veel Belgen mee in de ploeg, met zowel Belgische ploegleiders als renners. Jarenlang deden ook Denen in de ploeg mee.
In 1998 stapte de ploeg uit de Tour de France, net zoals alle Spaanse teams, uit protest tegen invallen door justitie en politie bij ploegen, die doping zochten. De Franse ploeg Festina was op dat moment al uitgesloten wegens georganiseerd dopinggebruik. Ploegleider Cees Priem van TVM belandde om de doping in de gevangenis.
In 1999 haakte TVM af als hoofdsponsor. De ploeg ging verder met cosponsor Farm Frites. In 2001 ging de formatie grotendeels op in de nieuwe Belgische wielerploeg Domo-Farm Frites.
TVM kende vooral successen in het klassieke voorjaar, onder andere de E3 Harelbeke, Gent-Wevelgem, Milaan-Turijn, de Brabantse Pijl, Omloop Het Volk en de Scheldeprijs werden door TVM gewonnen. Ook de klassiekers Parijs-Tours en de Ronde van Vlaanderen werden door renners van de TVM gewonnen. Verder behaalde TVM ook ritzeges in tal van kleine en grote wielerrondes.

## Bekende renners

### Nederlanders
- Maarten den Bakker
- Jeroen Blijlevens
- Maarten Ducrot
- Jacques Hanegraaf
- Tristan Hoffman
- Rob Harmeling
- Steven de Jongh
- Servais Knaven
- Willem-Jan van Loenhout
- Gerben Löwik
- Koos Moerenhout
- Jelle Nijdam
- Steven Rooks
- Eddy Schurer
- Gert-Jan Theunisse
- Bart Voskamp
- Martin Schalkers

### Belgen
- Dave Bruylandts
- Johan Capiot
- Hans De Clercq
- Hendrik Redant
- Bert Scheirlinckx
- Geert Van Bondt
- Hendrik Van Dyck
- Peter Van Petegem
- Wim Vansevenant
- Jean-Philippe Vandenbrande
- Patrick Jacobs

### Andere nationaliteiten
- Phil Anderson
- Bo Hamburger
- Sergej Ivanov
- Andreas Klier
- Dmitri Konysjev
- Jaanus Kuum
- Nicolai Bo Larsen
- Robbie McEwen
- Lars Michaelsen
- Robert Millar
- Serhi Oesjakov
- Jesper Skibby
- Scott Sunderland